# Busenattentat
Beim sogenannten Busenattentat handelt es sich um einen Oben-Ohne-Protest dreier Studentinnen am 22. April 1969 im Hörsaal VI der Johann Wolfgang Goethe-Universität Frankfurt am Main, dessen Ziel der Philosophieprofessor Theodor W. Adorno war. Ulrich Greiner interpretiert den Vorfall als Teil der „Schamvernichtungskampagne“ der 68er-Bewegung, die dazu geführt hat, dass heutzutage ähnliche Politaktionen wie die der Femen zwar noch Aufmerksamkeit erregen, aber nicht mehr als skandalös empfunden werden.

## Ablauf
„Wer nur den lieben Adorno lässt walten, der wird den Kapitalismus sein Leben lang behalten“ hatte ein Student zu Beginn der Vorlesung des Philosophieprofessors Theodor W. Adorno Einführung in dialektisches Denken an die Tafel geschrieben. Ein anderer Kommilitone rief Adorno zur Selbstkritik auf und bezog sich dabei auf die von Adorno mit Hilfe der Polizei veranlasste Räumung seines Instituts für Sozialforschung, das einige Wochen vorher von Studenten unter Führung von Hans-Jürgen Krahl besetzt worden war. Die Basisgruppe Soziologie verteilte Flugblätter mit der Aufschrift „Adorno als Institution ist tot!“ Der Professor wiederum reagierte auf den Tumult, indem er dem Auditorium das Ultimatum stellte, innerhalb der nächsten fünf Minuten zu entscheiden, ob die Vorlesung stattfinden solle oder nicht. Drei Studentinnen kamen nach vorne und umringten den Professor, wobei sie ihre Brüste entblößten und dabei versuchten, Rosen- und Tulpenblüten auf sein Haupt zu streuen. Adorno verließ in der Folge unter allgemeiner Heiterkeit mit erhobener Aktentasche den Hörsaal. Es war Adornos letzter öffentlicher Auftritt vor seinem überraschenden Tod einige Monate später, als er am 6. August 1969 während eines Urlaubs in der Schweiz verstarb.

## Akteure
Unter den beteiligten Studentinnen ist nur Hannah Weitemeier namentlich bekannt. Alfred von Meysenbug, ein Mitglied der Lederjackenfraktion im Sozialistischen Deutschen Studentenbund, dem die Organisation der Aktion zugeschrieben wird, schoss ein Foto des irritierten Adorno mit seinen drei „Attentäterinnen“.
Der spätere ZDF-Historiker Guido Knopp, der in Frankfurt Politik und Geschichte studierte, war unbeteiligter Augenzeuge.
Zur Motivation für den Protest gibt es unterschiedliche Mutmaßungen, die von einer Enttäuschung über die von Adorno am 31. Januar 1969 veranlasste Räumung des besetzten Instituts für Sozialforschung durch die Polizei bis hin zu einer rein feministischen Kritik an dem als Patriarch wahrgenommenen Philosophen reichen.

## Rezeption
Adorno selbst hat sich über den Vorfall sehr geärgert. In einem Spiegel-Interview knapp zwei Wochen später sagte er:

„Gerade bei mir, der sich stets gegen jede Art erotischer Repression und gegen Sexualtabus gewandt hat! Mich zu verhöhnen und drei als Hippies zurechtgemachte Mädchen auf mich loszuhetzen! Ich fand das widerlich. Der Heiterkeitseffekt, den man damit erzielt, war ja doch im Grunde die Reaktion des Spießbürgers, der Hihi! kichert, wenn er ein Mädchen mit nackten Brüsten sieht. Natürlich war dieser Schwachsinn kalkuliert.“

Die zentralen Akteure waren nach der Aktion eher peinlich berührt. Eine der beteiligten Frauen bedauerte, dass das Bild von Adorno beschmutzt worden sei. Geplant war ein Happening, ein lustiger und unbeschwerter Akt. Sie waren überrascht über das Ausmaß, das das Ganze annahm. Alfred von Meysenbug schätzte das Ereignis später als unbedeutend ein und fühlte sich von der nachhaltigen Aufmerksamkeit genervt, die diesem Stück Zeitgeschichte zuteilwurde. Er untersagte die wiederholte Veröffentlichung seines Fotos.
Robert Gernhardts Parodie Das Attentat oder Ein Streich von Pat und Doris oder Eine Wilhelm-Busch-Paraphrase schildert gut 30 Jahre später das sogenannte „Busenattentat“ auf den Philosophen:

„All das geschah vor langer Zeit,

Doch ist es nicht Vergangenheit.

Das Busen-Attentat gab zwar

Dem Prof den Rest –: Im gleichen Jahr

Verstarb der Philosoph, jedoch

Pat und Doris gibt es noch.“

Benjamin Korn, der nach seiner Schilderung kurz vorher die Vorlesung „sprengte“, schreibt dazu in Erinnerungen in der Zeit:

„Ein Attentat war es nicht, da Adorno von keiner Brustwarze durchbohrt wurde, und auch nicht der Auslöser für Adornos Herzinfarkt, wie ein paar Überkluge es gerne gehabt hätten. Es war auch kein »Vatermord«, es war nur ein bescheuertes Happening.“

Insbesondere zu den Jahrestagen des Busenattentats erscheinen bis heute immer wieder Artikel, die an das Busenattentat erinnern. Auch wenn heute Adornos Biografen einig sind, dass seine Herzschwäche in Verbindung mit einer Bergwanderung seinen Tod verursacht hat, wird regelmäßig auch die Frage aufgeworfen, ob das Ereignis zum späteren Herzinfarkt des Philosophen beigetragen haben könnte.